# The Sheboygan Press
The Sheboygan Press es un periódico diario con sede en Sheboygan, Wisconsin, Estados Unidos. Es uno de varios periódicos en el estado de Wisconsin propiedad de Gannett, incluidos el Milwaukee Journal Sentinel, Green Bay Press-Gazette y The Post-Crescent de Appleton, junto con el cercano Herald Times Reporter de Manitowoc. Sheboygan Press se distribuye principalmente en el condado de Sheboygan.
The Sheboygan Press también publica Shoreline Chronicle, un periódico de compras gratuito, el Citizen, una edición semanal gratuita de «lo mejor de» la prensa, Moxie, que presenta artículos y noticias sobre personas mayores, y la revista de bienes inmuebles locales Today's Real Estate.

## Historia
The Sheboygan Press comenzó el 17 de diciembre de 1907, con la primera edición de The Sheboygan Daily Press.